# La flûte indienne par le disque
La flûte indienne par le disque es un disco de estudio de Los Calchakis, grabado en 1971 con el sello francés ARION. Este disco tiene la particularidad de ser un disco didáctico, pues en la cara B, a modo de pistas, el escucha podía tocar la quena y acompañarse. Es el único disco del grupo con este formato. 

## Lista de canciones
| N.º | Título                    | Música                   | Duración |  |
| 1.  | «La rotonda»              | Alberto Ruiz Lavadenz    |          |  |
| 2.  | «Vidala tucumana»         | folklore                 |          |  |
| 3.  | «Kasarasiri»              | folklore                 |          |  |
| 4.  | «Kurikinga»               | A. Mª Miranda            |          |  |
| 5.  | «Camiri»                  | G. Reig                  |          |  |
| 6.  | «Takirari del regreso»    | Matilde Casazola Mendoza |          |  |
| 7.  | «Bailecito de Manzanares» | folklore                 |          |  |
| 8.  | «A los bosques»           | Alberto Ruiz Lavadenz    |          |  |
| 9.  | «La cumbreña»             | Rodolfo Dalera           |          |  |

## Integrantes
- Héctor Miranda
- Sergio Arriagada
- Rodolfo Dalera
- Gonzalo Reig
- Nicolás Pérez González